# 南非國家交通運輸集團
南非國家交通運輸集團（Transnet SOC Ltd）是南非的大型铁路、港口和管線公司，总部位于约翰内斯堡卡爾登中心。 公司於1990年4月1日成立，大部分股權由南非政府公共事業部（Department of Public Enterprises，DPE）所有。本公司是將南非的鐵路與港務及其他既有业务重整後成立的。

## 事業單位
包括
- 港務局（Transnet Natioinal Ports Authority, NPA）和港口站（Transnet Port Terminals，原SAPO）：拥有并營運南非的主要海港
- 管線部門（Transnet Pipelines）：南非燃料管線的主要營運商
- 國鐵貨運（Transnet Freight Rail）：營運铁路 - 货运服务
- 國鐵機務（Transnet Engineering）：鐵路车辆制造和维护

国家港口管理局在南非的八个商港負責港口基础设施和海事服务。 Transnet 港口站於2000年成立，是將港口部门 Portnet 分拆為營運單位（SAPO，後來的Transnet 港口站）和資產單位（港务局 ，TNPA）。Transnet 港口站在支持南非政府的出口导向型增长战略方面发挥了重要作用，南部非洲进出口商品大部分經由南非六大港口：理查兹湾、德班、萨尔达尼亚、开普敦、伊丽莎白港和东伦敦。 2009 年 10 月，位於伊莉莎白港以外7公里的Ngqura 深水港開始營運。港口站不仅处理货物，還提供貨櫃、散裝貨物、雜貨、汽車等物流管理解决方案。
管線部門（Transnet Pipelines）原称为 Petronet，負責南非燃料管線，主要業務為輸送燃料與天然气。
國鐵貨運（Transnet Freight Rail，舊称为 Spoornet）是最大的部門，專注於貨運，也是美國與印度以外最大的公有事業。
國鐵機務（Transnet Engineering）業務為鐵路货车、干线和郊区用客车、柴油和电力机车，以及车轮、各式设备與零件的维护、修理、升级、改装和制造。